# キャンベルハムスター
キャンベルハムスター (Campbell's Hamster) は、ヒメキヌゲネズミ属の一種である。原産は、中央アジアから北アジアにかけての大草原や半砂漠地帯（ロシアのトゥヴァ地方、バイカル湖東部、モンゴル、中国の黒竜江省・河北省・内モンゴル自治区）。シベリアンハムスター (Siberian hamster) と呼ばれる事もある。
ペットとしては、1970年代よりイギリスで飼われはじめていた。日本においては、1994年頃からペットショップに並ぶようになったが、本種よりもジャンガリアンハムスターの方がよく知られている。体長は約7-13センチメートルで体重は約30-40グラム。ドワーフハムスター（小型のハムスター）の中では毛色や毛質の種類が豊富である。メスよりオスの方が大きい。臭腺は腹にある。
オスとメスの見分け方は他のハムスター同様である。オスの方が、生殖器と肛門の位置が離れており、メスの方がくっついて見えるほど近い配置となる。オスは、性成熟すると睾丸が発達するので、お尻の辺りの形でも判断がつく。
キャンベルハムスターにはカラーバリエーションが多く、茶系のノーマルカラーからブラック、ホワイト、イエロー、またグレーのバリエーション、パイド（斑）等が存在する。目のカラーは黒目、赤目の両タイプがいる。また赤目の個体は視力がほとんどない。

## 生態
生後5週間ほどで性成熟をする。妊娠期間は、約3週間前後で平均5匹程度（1匹だけの場合から、9匹ほどまで幅はある）を出産する。また、他のハムスター同様に夜行性である為、夕方から朝方にかけてもっとも活発に行動する。寿命は2年から2年半ほどである。

### 性格
性格は活発で、ハムスターの中ではどちらかというと人には慣れにくい部類に入る。
日本では、以前はよく噛むハムというように言われていた。ただ、噛むのは、人間を怖がっている為であり、そのときの行動として噛む事があった為である。キャンベルハムスターはジャンガリアン等に較べて臆病な性格なため、驚かしたり新しい環境で噛むなどの行動にでているものと思われる。しだいに環境になれるとかなり大人しく、良く慣れるが多い。こういった性格や反応には当然個体差があり、ジャンガリアンハムスターでもよく噛むタイプの怖がり方をする個体もある。またキャンベルハムスターだからと言って必ずしも飼い始めに噛みやすいというわけではない。

## ジャンガリアンハムスターとキャンベルハムスター
ジャンガリアンハムスターとキャンベルハムスターは見た目が酷似しており間違えやすい。かつては、キャンベルハムスターはジャンガリアンハムスターの一亜種という説があったが、現在では一つの種類であると認められている。

### 歴史
- 1902年 - トゥヴァにて、W.C. Campbellによって発見される。
- 1960年代後半 - チェコの科学者によりドイツの研究所に2ペアのPhodopus sungorusが持ち込まれた。
- 1967年 - ソ連で両方のハムスターの間の染色体の違いが認められた。
- 1960年代後半以降 - Phodopus sungorusをジャンガリアンハムスターと名付けられた論文が発表された。
- 1979年 - ソ連で、両ハムスターの間からは生まれたオスが不妊である事が確認された（発表された文書がロシア語であった為長い間注目を集められなかった）。
- 1980年代初頭 - ソ連で2種のハムスターの野生種の捕獲に成功、野外と研究室で研究が行なわれた。
- 1984年 - Phodopus campbelliが習性上でも形態上でも別々な種類であると研究者たちの間で認められた。
- 1984年、1987年 - Phodopus sungorusをシベリアンハムスターと、Phodopus campbelliをジャンガリアンハムスターと名付けられた論文が発表された。

詳細は参考文献の資料を参照のこと。

### 主な違い
- ジャンガリアンに比べて茶色が強く、腹部は青みがかった灰色である（ノーマルにおいて）。
- ジャンガリアンより背中のストライプが細くはっきりしている。また、ジャンガリアンは頭上のストライプが菱形に広がることが多いが、キャンベルは頭上も直線である。
- ジャンガリアンは、日照時間の短い冬季は体毛が白くなるが（個体差がある）、キャンベルは体毛の変化がない。

※これは季節による体毛の変化についてのみ述べている。キャンベルハムスターでは、プラチナという遺伝子を持つカラーの個体が加齢によって体毛が白、淡い色に変化する（色の変化は個体差あり）。
- ジャンガリアンに比べて、キャンベルの耳は先がとがった感じで、大きく広がっている。
- ジャンガリアンに比べて、キャンベルの尾はやや太めでしっかりしている。
- キャンベルには極稀に生ずるアルビノ以外の有色の毛色でも赤目が存在するが、ジャンガリアンはアルビノを除いて黒目のみである。

### 交配
ジャンガリアンハムスターとキャンベルハムスターは染色体の形態が異なっているが、交配する事が可能である。だが、生まれた子供のオスは不妊となる事が報告されている(メスの場合は、繁殖可能な個体もある)。
また、ジャンガリアンハムスターとキャンベルハムスターとのハイブリッド（雑種）は遺伝的な欠陥により、抵抗力が弱いなどといった先天的に異常を持って生まれる可能性がある。
キャンベルがオス、ジャンガリアンのメスの交配は、キャンベルとジャンガリアンの体格の違いから、ジャンガリアンが母体となる場合、子供が大きすぎ難産になったり、子宮破裂などで死亡するリスクがある。雌雄が逆の場合でも、上記に有るように障害が予想される。

## 毛色と毛柄

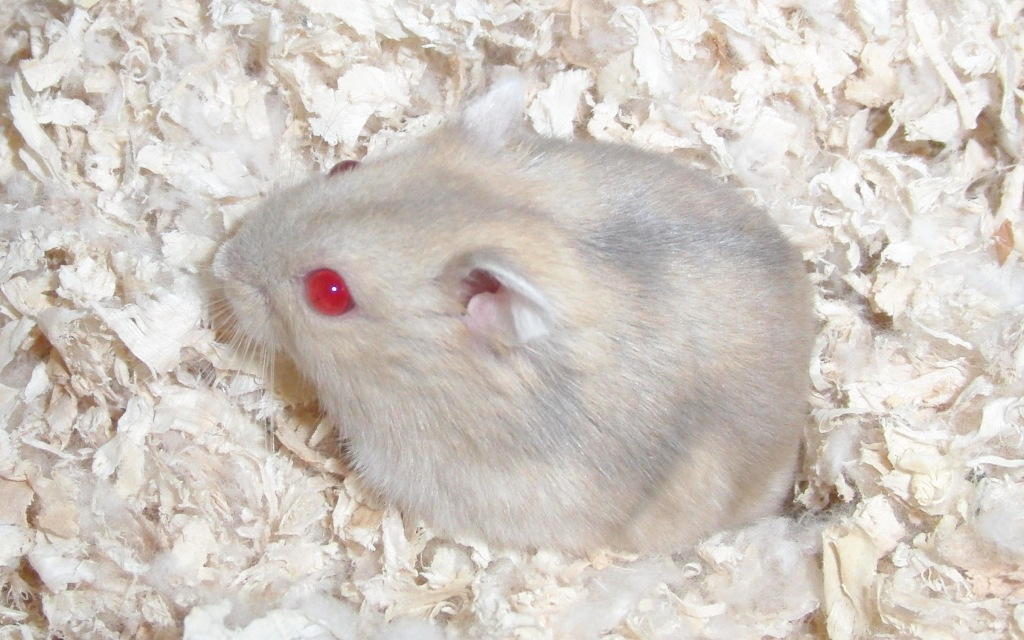
赤目のキャンベルハムスター（両親はペットショップで「ジャンガリアンハムスター」表記）

### 毛色
キャンベルの毛色には大きく分けて二種類の系統がある、通常の野生色(アグーチ)のように背中側とお腹側で色が分かれるものと、全身が一色になるものがある。前者をアグーチ、後者をセルフと分類する事がある（よって、アグーチは野生色を表す場合と、色が分かれるパターンを表す場合があるので注意が必要である）。
| 毛色                                     | Spelling         | 摘要 | 瞳 |
| アグーチ（背中側とお腹側で色が分かれる） |                  | |    |
| ノーマル（アグーチ）                     | Agouti           | 野生色 | 黒 |
| イエロー （アージェント）                | Argente          | アルビノイエローとも。全体的にオレンジがかった毛色となる。シナモンとも呼ばれている。色の濃淡には幅がありレモンイエローから、キツネ色まで様々である。目は赤目となる。劣性突然変異遺伝子p/pが発現したもの。 | 赤 |
| オパール                                 | Opal             | ノーマルに比べてやや色が薄くなった毛色。ジャンガリアンハムスターのブルーサファイアに相当するが、それよりはやや茶色がかっている。劣性突然変異遺伝子d/dが発現したもの                                       | 黒 |
| 黒目イエロー（サンディ）                 | Sandy            | 全体的に黄褐色になる毛色。劣性突然変異遺伝子b/bが発現したもの | 黒 |
| ブルーフォーン                           | Blue Fawn        | イエロー (p/p) とオパール (d/d) が同時に発現したもので、青みがかった、淡い黄色の毛色となる | 赤 |
| ライラックフォーン                       | Lilac Fawn       | オパール (d/d) と黒目イエロー (b/b) が同時に発現した毛色で、青みをおびた淡い黄色となる | 黒 |
| ベージュ                                 | Beige            | イエロー (p/p) と黒目イエロー (b/b) が同時に発現した毛色で、明るいベージュ色の毛色となる | 黒 |
| ブルーベージュ                           | Blue Beige       | イエロー (p/p) 、オパール (d/d) 、黒目イエロー (b/b) が同時に発現したもので、青みがかったベージュ色の毛色となる                                                                                           | 赤 |
| セルフ（全身が一色）                     |                  | |    |
| ブラック（ノンアグーチ）                 | Black            | 全身が黒い毛色。ノーマルの劣性遺伝子がホモ結合したもの (a/a) | 黒 |
| ブルー                                   | Blue             | ブラック (a/a) とオパール (d/d) が発現したもので、全身が全体的に青みがかったグレーの毛色となる | 黒 |
| チョコレート                             | Chocolate        | ブラック (a/a) と黒目イエロー (b/b) が発現したもので、全身がチョコレート色の毛色となる | 黒 |
| ダヴ（パープル）                         | Dove             | ブラック (a/a) とイエロー (p/p) が発現したもので、全身が紫がかったグレートなる毛色である。 | 赤 |
| 赤目ライラック                           | Red Eyed Lilac   | ブラック (a/a) とオパール (d/d) 、イエロー (p/p) が発現したもので、全身がパープルをやわらかくしたような毛色となる                                                                                         | 赤 |
| 黒目ライラック                           | Lilac            | ブラック (a/a) と黒目イエロー (b/b) 、オパール (d/d) が発現したもので、全身が赤目ライラックと同じような毛色になる。                                                                                       | 黒 |
| ダークベージュ                           | Darc Beige       | ブラック (a/a) と黒目イエロー (b/b) 、イエロー (p/p) が発現したもので、全身が深いベージュの毛色となる。                                                                                                   | 赤 |
| シャンパン                               | Champagne        | ブラック (a/a) と黒目イエロー (b/b) 、イエロー (p/p) 、オパール (d/d) が同時に発現したもので、全身が薄いベージュの毛色                                                                                    | 赤 |
| アルビノ                                 | Albino           | メラニン色素が作られないため、全身が白い毛色となる。劣性突然変異遺伝子c/cが発現したもの | 赤 |
| アンブロウス                             | Umbrous          | 他の毛色と同時に発現し、毛色を濃くする | -  |
| 黒目ホワイト                             | Black Eyed White | ダイルートとプラチナ (c/c) が、アグーチやオパールと同時に発現したもので、全体的に白い色となる毛色。元来の色が毛先に残る部分がある                                                                         | 黒 |

### 毛柄
- パイド：Mottled
白い斑点模様が入る。劣性遺伝子のMi/+が発現したもの。
- プラチナ：Platinum
毛先が白色化するため、毛色が白くなったように見える。全身が白くなる個体もある。劣性遺伝子のSi/+が発現したもの。

### 毛質
- サテン:Satin
光沢のある毛質。同じ毛色でも、サテンとそうでないものでは違う色に見える事ある。劣性遺伝子のsa/saが発現したもの。
- ロングコート:Long coat
毛が長い種類。ただし、ゴールデンハムスターの長毛種ほど毛は長くならない。劣性遺伝子のlgh/lghが発現したもの。
- レックス:Rex
毛が根元からカールしたようになる。ヒゲもカールする。劣性突然変異遺伝子のrx/rxが発現したもの。